# Marlene Mathews
Marlene Judith Mathews, född 14 juli 1934 i Sydney, är en före detta australisk friidrottare.
Mathews blev olympisk bronsmedaljör på 100 och 200 meter vid sommarspelen 1956 i Melbourne.